# Маунт-Джульєт (Теннессі)
Маунт-Джульєт (англ. Mount Juliet) — місто (англ. city) в США, в окрузі Вілсон штату Теннессі. Населення — 39 289 осіб (2020).

## Географія
Маунт-Джульєт розташований за координатами 36°12′12″ пн. ш. 86°30′59″ зх. д. / 36.20333° пн. ш. 86.51639° зх. д. (36.203237, -86.516504).  За даними Бюро перепису населення США в 2010 році місто мало площу 51,25 км², з яких 50,41 км² — суходіл та 0,85 км² — водойми. В 2017 році площа становила 64,94 км², з яких 64,11 км² — суходіл та 0,83 км² — водойми.

## Демографія
Згідно з переписом 2010 року, у місті мешкала 23 671 особа в 8562 домогосподарствах у складі 6674 родин. Густота населення становила 462 особи/км².  Було 9046 помешкань (176/км²).
Расовий склад населення:
| - 86,9 % — білих - 6,7 % — чорних або афроамериканців - 2,5 % — азіатів - 0,4 % — корінних американців - 0,1 % — вихідців з тихоокеанських островів - 1,4 % — осіб інших рас |

До двох чи більше рас належало 2,0 %. Частка іспаномовних становила 3,3 % від усіх жителів.
За віковим діапазоном населення розподілялося таким чином: 28,7 % — особи молодші 18 років, 62,6 % — особи у віці 18—64 років, 8,7 % — особи у віці 65 років та старші. Медіана віку мешканця становила 35,7 року. На 100 осіб жіночої статі у місті припадало 92,3 чоловіків;  на 100 жінок у віці від 18 років та старших — 89,7 чоловіків також старших 18 років.
Середній дохід на одне домашнє господарство  становив 84 195 доларів США (медіана — 75 973), а середній дохід на одну сім'ю — 91 293 долари (медіана — 82 038). Медіана доходів становила 58 420 доларів для чоловіків та 42 232 долари для жінок. За межею бідності перебувало 8,4 % осіб, у тому числі 12,0 % дітей у віці до 18 років та 3,0 % осіб у віці 65 років та старших.
Цивільне працевлаштоване населення становило 13 985 осіб. Основні галузі зайнятості: освіта, охорона здоров'я та соціальна допомога — 19,5 %, науковці, спеціалісти, менеджери — 14,7 %, роздрібна торгівля — 13,8 %.